# 肯尼斯·丹佛

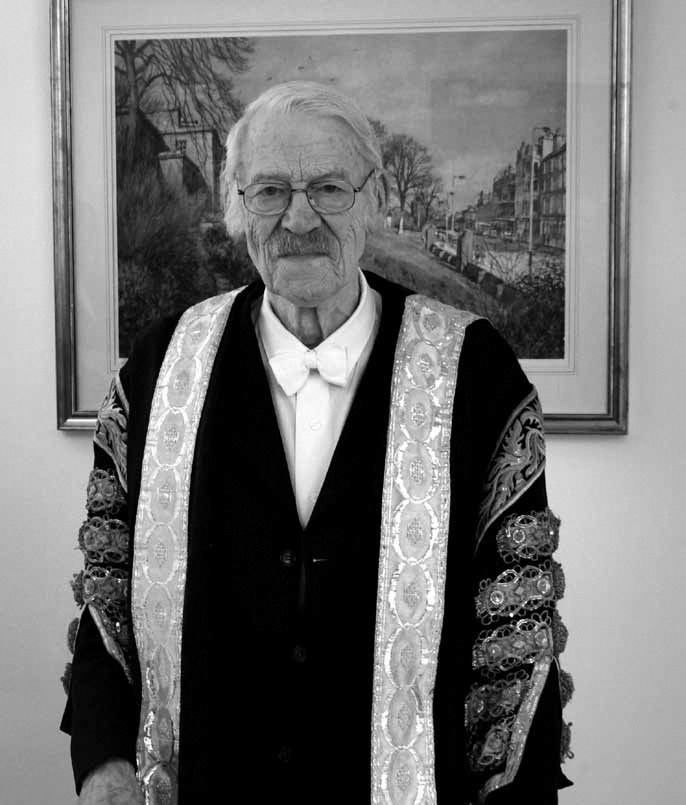
肯尼斯·丹佛

肯尼斯·詹姆斯·丹佛（ FRSE，FBA ，1920年3月11日-2010年3月7日）是一位英国古典學学者，研究古希腊散文和阿里斯托芬喜剧。他曾于1976年至1986年期間担任牛津大學基督聖體學院院长。他还于1978年至1981年期間担任英國國家學術院院长。他還是爱丁堡皇家学会的一員。